# Ekaterina Atalık
Pour les articles homonymes, voir Atalık.
Ekaterina Atalik, est une joueuse d'échecs turque d'origine russe née Ekaterina Polovnikova le 14 novembre 1982 à Kirov. Championne d'Europe individuelle en 2006, elle a le titre de maître international depuis 2007. 
Au 1er septembre 2016, elle est la numéro un turque et la 49e joueuse mondiale avec un classement Elo de 2 422 points.

## Biographie et carrière
Elle a épousé en 2005 le joueur turc Suat Atalik.
Championne d'Europe féminine des moins de seize ans en 1997, elle a remporté le championnat méditerranéen en février 2006 et le championnat d'Europe d'échecs individuel féminin adulte disputé en avril 2006 en Turquie. 
En 2007, elle reçut le titre de maître international (mixte). En 2008, elle est devenue championne de Turquie. En janvier 2016, elle a remporté l'open de Prague avec huit points sur neuf.
Elle fut éliminée au deuxième tour du championnat du monde d'échecs féminin en 2004 et 2018, et au premier tour en 2015 et 2017.